# Obszar Szczególnie Narażony
Obszar Szczególnie Narażony (OSN) – teren wiejski, na którym należy ograniczyć przedostawanie się azotu ze źródeł rolniczych do wód powierzchniowych i gruntowych.
Działania w ramach OSN pozostają w ścisłym związku z procesem eutrofizacji zbiorników wodnych.

## Obszary Szczególnie Narażone w świetle regulacji europejskich
W rozporządzeniu Parlamentu Europejskiego i Rady z 2013 r. określono, że płatności dla rolników na obszarach z ograniczeniami naturalnymi powinny przyczyniać się do utrzymania zrównoważonych systemów rolniczych. W celu zapewnienia skuteczności takiego wsparcia, płatności powinny rekompensować rolnikom utracone dochody i dodatkowe koszty związane z niedogodnościami danego obszaru.
W tym celu kraje członkowskie powinny, według obiektywnych kryteriów, zdefiniować obszary z ograniczeniami naturalnymi, w tym zwłaszcza określić kryteria biofizyczne poparte wiarygodnymi dowodami naukowymi.
Płatności dla rolników na obszarach z ograniczeniami naturalnymi udzielane były rocznie na hektar użytków rolnych. Wysokość wsparcia ustalona została w przedziale od 25 euro do 250 euro na ha rocznie. 

## Regulacje krajowe dotyczące Obszarów Szczególnie Narażonych
W ustawie z 2015 r. o wspieraniu rozwoju obszarów wiejskich przyjęto działanie „Płatności dla obszarów z ograniczeniami naturalnymi lub innymi szczególnymi ograniczeniami”.
W rozporządzeniu Ministra Rolnictwa i Rozwoju Wsi z 2015 r. w ramach działania „obszary z ograniczeniami naturalnymi” wsparcie było udzielane w celu zrekompensowania efektów istniejących utrudnień w produkcji rolnej na obszarach nizinnych. O pomoc mogły ubiegać się gospodarstwa o powierzchni co najmniej 1 ha funkcjonujące na tych obszarach. Wysokość płatności OSN w danym roku kalendarzowym ustalano jako iloczyn stawek płatności na 1 ha użytków rolnych i powierzchni użytków rolnych, do których przysługuje płatność OSN, po uwzględnieniu zmniejszeń lub wykluczeń wynikających ze stwierdzonych nieprawidłowości lub niezgodności. 

### Inwestycje mające na celu ochronę wód przed zanieczyszczeniem azotanami pochodzącymi ze źródeł rolniczych
Wsparcie OSN mogli uzyskać rolnicy, prowadzący działalność rolniczą wyłącznie w zakresie produkcji zwierzęcej. Zasięg wdrażania tego instrumentu wsparcia dotyczył obszaru całego kraju.
Warunkiem udzielenia pomocy było, aby przyznane środki były na takie inwestycje, które zapewniały:
- dostosowanie gospodarstwa do wymagań dotyczących warunków przechowywania nawozów naturalnych (oraz dodatkowo kiszonek – w przypadku młodych rolników), określonych w Programie;
- działań mających na celu zmniejszenie zanieczyszczenia wód azotanami pochodzącymi ze źródeł rolniczych;
- zapobieganie dalszemu zanieczyszczeniu;
- doposażenie gospodarstwa w urządzenia do podawania nawozów naturalnych.

### Forma udzielanego wsparcia beneficjentom OSN
Pomoc miała formę refundacji części kosztów kwalifikowalnych operacji:
- 60% kosztów kwalifikowalnych w przypadku operacji realizowanej przez młodego rolnika,
- 50% kosztów w przypadku pozostałych beneficjentów.

Maksymalna wysokość pomocy udzielonej jednemu beneficjentowi i na jedno gospodarstwo rolne nie mogła przekroczyć kwoty 100 tys. zł.

### Dodatkowe informacje dla beneficjentów OSN
Koszty kwalifikowalne obejmowały m.in.:
- koszty budowy, przebudowy lub zakupu, w tym:
  1. zbiorników do przechowywania nawozów naturalnych płynnych,
  2. płyt do gromadzenia nawozów naturalnych stałych,
  3. zbiorników lub płyt do przechowywania kiszonek,

- koszty zakupu nowych maszyn i urządzeń do podawania nawozów naturalnych płynnych,
- koszty ogólne.

### Wykluczenia z wsparcia w ramach OSN
Wykluczone ze wsparcia są gospodarstwa, dla których wymagane są pozwolenia zintegrowane tj. gospodarstwa prowadzące chów lub hodowlę drobiu powyżej 40 000 stanowisk lub chów lub hodowlę świń powyżej 2000 stanowisk dla świń powyżej 30 kg lub 750 stanowisk dla macior.